# Augochloropsis isabelae
Augochloropsis isabelae är en biart som beskrevs av Engel 2008. Augochloropsis isabelae ingår i släktet Augochloropsis och familjen vägbin. Inga underarter finns listade.